# PipeWire
PipeWire je software pro zpracování zvukových a video proudů a hardwaru na systému Linux. Vytvořil jej Wim Taymans, když pracoval ve společnosti Red Hat. Jedná se o server pro směrování multimédií a zpracování datových kanálů.
Některé z cílů tohoto projektu jsou například podpora Flatpak aplikací, poskytnutí bezpečných metod pro pořizování snímků a záznamu obrazovky na Wayland kompozitorech či sjednocení případů použití zpracovaných projekty JACK a PulseAudio.